# Ен Аван дьо Гингам
„Гингам“ (на френски: En Avant de Guingamp; на бретонски: War-raok Gwengamp) е френски футболен клуб от град Гингам, Бретан. Основан през 1912 година. Състезава се в Лига 2.

## История
Дълго време играе в долните дивизии, но с встъпването в длъжност като президент на Ноел льо Граз през 1972 година, „Гингам“ три пъти се изкачва нагоре. През 1976 година отборът влиза в Трета Дивизия (сега Дивизия Насионал), а в следващия сезон получава правото да играе във Втора дивизия (сега Лига 2). Там остава до 1993 година. През 1984 „Гингам“ получава професионален статут, а през 1990 година открива Стад дю Рудуру. Първият си домакински мач играе с „Пари Сен Жермен“. Най-високото класиране е в Купата на Франция през 2008/09 и 2013/14. И в двата случая в Бретонското дерби е победен „Рен“ с резултат 2:1 и 2:0.
Сезон 2015/16 е 10-и, юбилеен за клуба, във Висшата дивизия на Франция. Освен с двете си победи в Купата на Франция, клубът е известен и с това, че става трамплин на такива играчи като Дидие Дрогба, Флоран Малуда, Фабрис Абриел и Венсан Кандела.

## Успехи

### Национални
- Лига 1:
  -     - 7-о място (1): 2003
- Купа на Франция:
  -  Носител (2): 2008/09, 2013/14
    -  Финалист (1): 1996/97
- Суперкупа на Франция:
  -  Финалист (2): 2009, 2014
- Купа на френската лига:
  -  Финалист (1): 2019

- Лига 2:
  -  Сребърен медал (3): 1994/95, 1999/00, 2012/13

- Лига 3
  -  Сребърен медал (1): 1994
    -  Бронзов медал (1): 2011

### Международни
- Интертото:
  -  Победител (1): 1996